# 上野清士
上野 清士（うえの きよし、1949年5月22日 - ）は、日本のジャーナリスト。
埼玉県川口市生まれ。1978年「呉林俊ノート--詩集「海と顔」を中心に」で新日本文学賞評論部門佳作、日本社会党本部に入局、「社会新報」記者となり、1989年社会部デスクを最後に退職。1983年と1987年にソビエト連邦末期のロシア、コーカサス諸国を取材。1991年、グアテマラに居を移し結婚、中米・カリブ諸国を取材。1996年メキシコシティに転居。2003年帰国、蕨市にて再活動開始。

## 著書
- 『詩集 われら虚構の叫び』私家版 1970
- 『教科書物語 教科書はほんとうに君たちのものか』新泉社 1982
- 『教科書』橋本勝絵 現代書館 1984
- 『国境の神々 Back in the USSR』開窓社 1985
- 『ソビエト新事情 ペレストロイカとリーボック』講談社文庫 1988
- 『コロンブス イラスト版オリジナル』田島董美イラスト 現代書館 1991
- 『ポコ・ア・ポコ グアテマラ/エル・サルバドルの旅』現代書館 1992
- 『リゴベルタ・メンチュウ 先住民族の誇りと希望』日本社会党機関紙局 社会新報ブックレット 1993
- 『熱帯アメリカ地峡通信 グァテマラ、ニカラグア、エル・サルバドル、コスタ・リカ、ホンジュラス、パナマ、ベリーセ』現代書館 1995
- 『南のポリティカ 誇りと抵抗』ラティーナ 2004
- 『フリーダ・カーロ 歌い聴いた音楽』新泉社 2007
- 『ラス・カサスへの道 500年後の〈新世界〉を歩く』新泉社 2008
- 共著
- 『現代日本の偏見と差別』新泉社 1981
- 『現代反差別の思想と運動』新泉社 1983
- 『地球の歩き方 中米』1992（初版・取材・写真等分担担当）ダイヤモンド社
- 『地球の歩き方 メキシコ』1998（取材・写真） ダイヤモンド社
- メキシコ ワールド・カルチャーガイド』トラベルジャーナル 2001
- 『カリブ・ラテンアメリカ音の地図』音楽之友社 2002
- 『メキシコ音楽タコス』中南米マガジン 2004

## 論文
- CiNII